# YDbDr

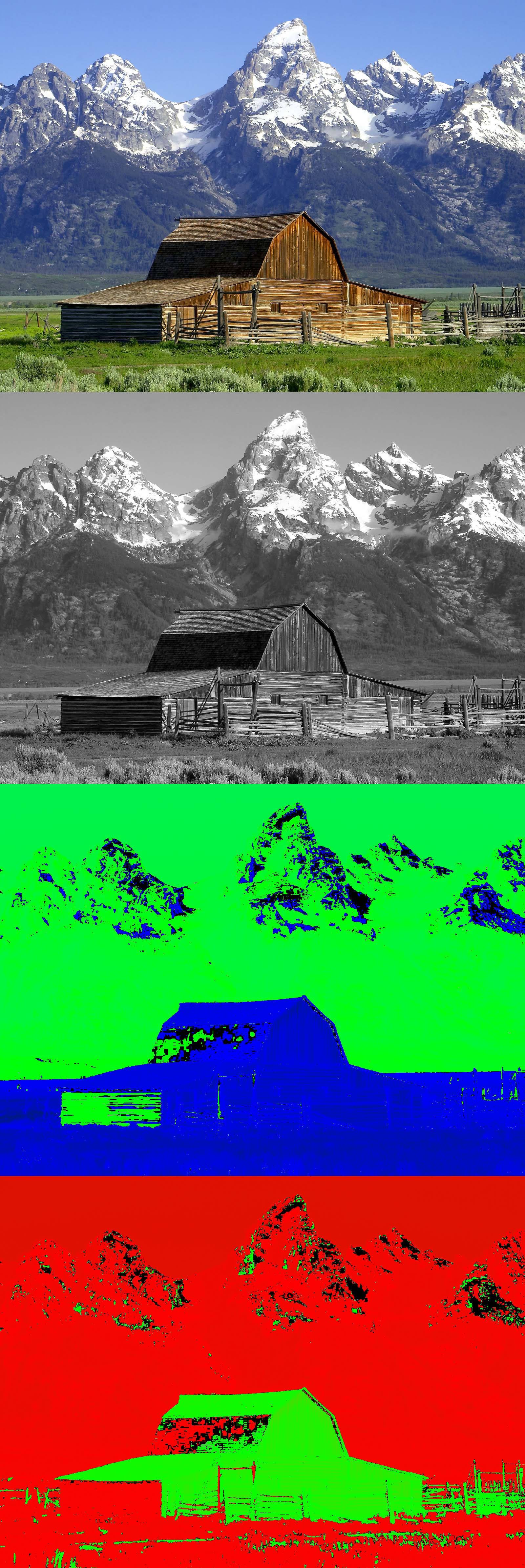
Obraz a jeho složky, a

YDbDr, někdy psáno {\displaystyle YD_{B}D_{R}}, je barevný prostor, který se používal v televizní normě SECAM používané ve Francii a některých zemích bývalého východního bloku pro analogové vysílání barevné televize. Je velmi blízký modelu YUV (který používá systém PAL) a je příbuzný s barevnými prostory YIQ (používaný v televizním systému NTSC), YPbPr a YCbCr.
{\displaystyle YD_{B}D_{R}} tvoří tři složky: {\displaystyle Y}, {\displaystyle D_{B}} a {\displaystyle D_{R}}. {\displaystyle Y} je jas, {\displaystyle D_{B}} a {\displaystyle D_{R}} jsou složky chrominance, reprezentující červený a modrý rozdílový signál.

## Vzorce
Z původního {\displaystyle RGB} (červená, zelená a modrá) zdroje jsou vytvořeny tři složkové signály. Sečtením vážených hodnot {\displaystyle R}, {\displaystyle G} a {\displaystyle B} se získá jasový signál {\displaystyle Y}, reprezentující celkový jas neboli luminanci bodu. Signál {\displaystyle D_{B}} je pak vytvořen odečtením {\displaystyle Y} od původního modrého signálu z {\displaystyle RGB}, a změnou měřítka; signál {\displaystyle D_{R}} se získá odečtením {\displaystyle Y} od červeného signálu, a změnou měřítka o jiný faktor.
Následující vzorce udávají přibližné konverze mezi barevným prostorem RGB a {\displaystyle YD_{B}D_{R}}.
{\displaystyle {\begin{aligned}R,G,B,Y&\in \left\langle 0,1\right\rangle \\D_{B},D_{R}&\in \left\langle -1,333,1,333\right\rangle \end{aligned}}}
Z RGB na YDbDr:
{\displaystyle {\begin{aligned}Y&=+0,299R+0,587G+0,114B\\D_{B}&=-0,450R-0,883G+1,333B\\D_{R}&=-1,333R+1,116G+0,217B\\{\begin{pmatrix}Y\\D_{B}\\D_{R}\end{pmatrix}}&={\begin{pmatrix}0,299&0,587&0,114\\-0,450&-0,883&1,333\\-1,333&1,116&0,217\end{pmatrix}}{\begin{pmatrix}R\\G\\B\end{pmatrix}}\end{aligned}}}
Z YDbDr na RGB:
{\displaystyle {\begin{aligned}R&=Y+0,000092303716148D_{B}-0,525912630661865D_{R}\\G&=Y-0,129132898890509D_{B}+0,267899328207599D_{R}\\B&=Y+0,664679059978955D_{B}-0,000079202543533D_{R}\\{\begin{pmatrix}R\\G\\B\end{pmatrix}}&={\begin{pmatrix}1&0,000092303716148&-0,525912630661865\\1&-0,129132898890509&0,267899328207599\\1&0,664679059978955&-0,000079202543533\end{pmatrix}}{\begin{pmatrix}Y\\D_{B}\\D_{R}\end{pmatrix}}\end{aligned}}}
Složka {\displaystyle Y} v barevném systému {\displaystyle YD_{B}D_{R}} je stejná jako složka {\displaystyle Y} v barevném systému {\displaystyle Y}{\displaystyle U}{\displaystyle V}. Složky {\displaystyle D_{B}} a {\displaystyle D_{R}} jsou podobné složkám {\displaystyle U} a {\displaystyle V} barevného prostoru YUV takto:
{\displaystyle {\begin{aligned}D_{B}&=+3,059U\\D_{R}&=-2,169V\end{aligned}}}